# Marchas de la Resistencia

Las Marchas de la Resistencia fueron una serie de manifestaciones públicas anuales organizadas en la Argentina desde 1981, por las Madres de Plaza de Mayo (desde 1989 en su dos vertientes) y las Abuelas de Plaza de Mayo, con el fin de reclamar por la vigencia de los derechos humanos. Las mismas constituyeron una enérgica reacción popular contra la dictadura cívico-militar (1976-1983), que impuso en ese país un régimen de terrorismo de Estado.

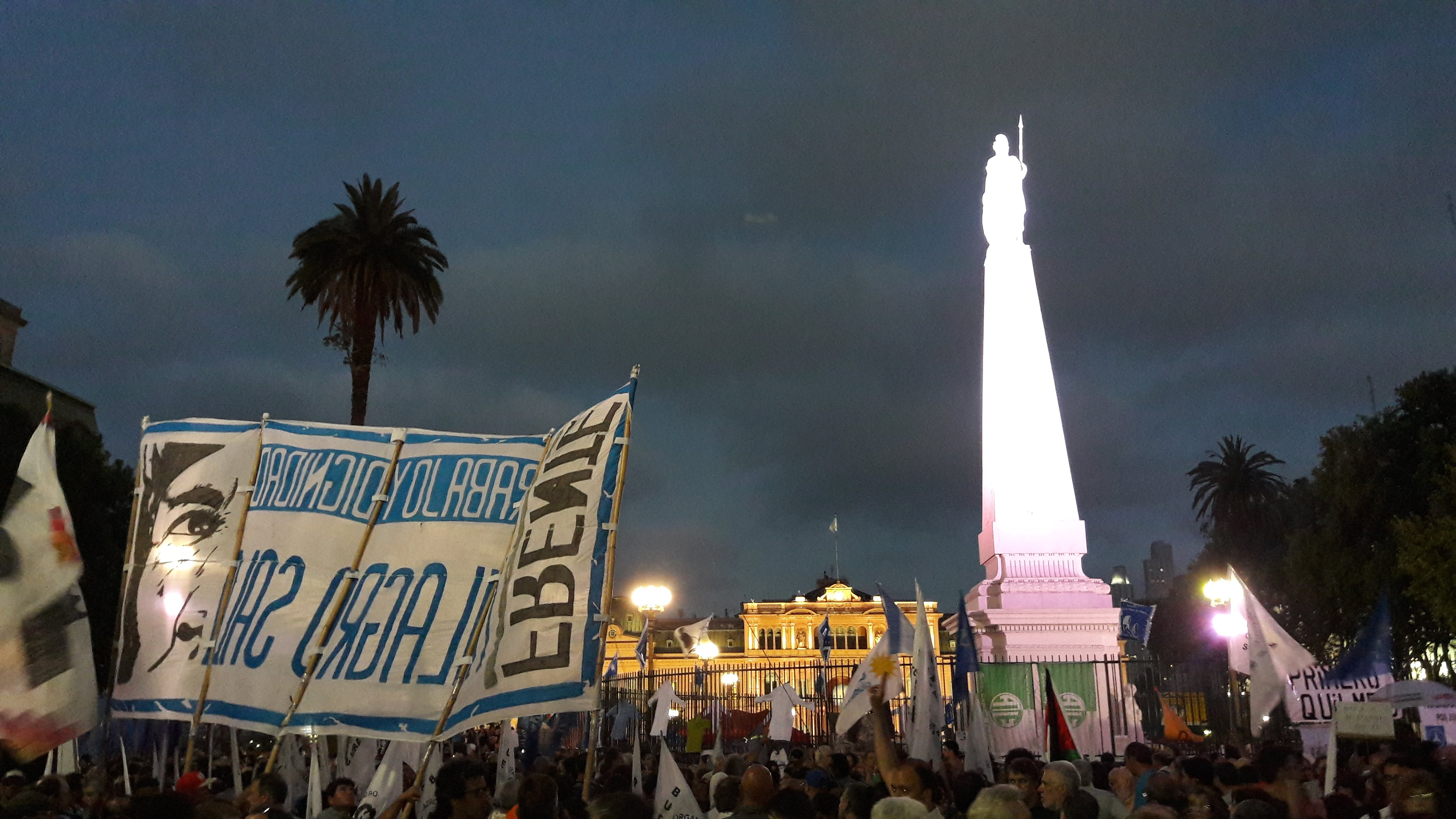
Escena de la Marcha de la Resistencia de 2017.

Recuperada la democracia en diciembre de 1983, las marchas continuaron para tratar de impedir ―sin éxito (véase Leyes de amnistía)― los múltiples intentos de dar impunidad a los autores de crímenes de lesa humanidad, durante los Gobiernos de Raúl Alfonsín, Carlos Menem, Fernando de la Rúa y Eduardo Duhalde.
El 26 de enero de 2006, las Madres y las Abuelas de Plaza de Mayo realizaron su última Marcha de la resistencia, porque consideraron que el Gobierno del presidente Néstor Kirchner había logrado, por primera vez, que el Estado argentino adoptara una posición activa para obtener el castigo penal de los autores de violaciones de derechos humanos, sin exclusiones. Hebe de Bonafini (presidenta de las Madres) afirmó que «ya no hay un enemigo en Casa de Gobierno».
El 10 de diciembre de 2015 ―día de la asunción de Mauricio Macri como presidente de la Nación―, las Madres de Plaza de Mayo ―con un promedio de edad de 80 años― reanudaron las marchas de la resistencia. Ese mismo día fueron agredidas verbalmente por simpatizantes de Macri.
A partir de esa fecha han sufrido distintos ataques.